# Xander Harris
Xander Harris é um personagem fictício da série de televisão Buffy the Vampire Slayer. Foi interpretado pelo ator Nicholas Brendon.

## Análise
Cordelia: Deve ser muito difícil quando todos os seus amigos têm superpoderes; Caçadora, lobisomem, bruxas, vampiros; e você é, tipo, esse pequeno nada. Você deve se sentir como Jimmy Olsen.
Xander: Eu estava conversando com... ei, cuide da sua vida.
Cordelia: Ooo, acertei no nervo. O garoto que não tinha graça.

 — Cordelia zomba de Xander por sua falta de especialidade em "The Zeppo".
Uma análise acadêmica da série conclui que Xander tem muito em comum com o personagem Ron Weasley, da franquia Harry Potter. A autora cita sua proximidade com a personagem principal, sua posição como parte da classe trabalhadora em comparação à melhor amiga Willow (como acontece com Weasley e Hermione) e sua condição como objeto de zombaria na escola. Tanto para Xander quanto para Ron, sua relativa falta de habilidades especiais "acentua a lealdade e a bravura [...] que cada um oferece como amigo", visto que os personagens muitas vezes se colocam em perigo mortal. A declaração de Cordelia a Xander em "The Zeppo", que o compara ao personagem Jimmy Olsen, coadjuvante de Superman, é apontada como outro exemplo que qualifica o estado de homem comum de Xander.
Embora Xander seja frequentemente "o coração" da Gangue Scooby, em "The Zeppo" ele é excluído da batalha contra um demônio parecido com uma hidra. Através do uso de jump cuts entre cenas melodramáticas de Buffy com o informante Willy (Saverio Guerra) e de Xander com uma gangue de zumbis em uma viagem de carro bêbado, ele é usado como intermediário para apontar as maneiras pelas quais Buffy normalmente evita ser "exagerada", integrando-o (como alívio cômico do programa) na narrativa principal, em vez de separar os dois. Sua perda de virgindade com Faith, por exemplo, é musicalmente apontada como um paralelo antirromântico à cena de romance com música sinfônica crescente entre Buffy e Angel; ao sair da cama, a música é retomada. O episódio mostra Xander salvando sozinho a escola e, potencialmente, o mundo (dada a Boca do Inferno abaixo dela) de uma explosão em simultaneidade em paralelo a vislumbres das lutas dos outros personagens contra o demônio hidra. À medida que o episódio chega ao clímax, os dois cenários começam a se transformar em um, enquanto o demônio rompe as paredes do porão e entra nas cenas de Xander do episódio. Stevenson observa que é apropriado que o personagem tenha seu momento mais heróico no porão da escola, visto que na quarta temporada ele será reduzido a viver no da casa de seus pais; os medos de Xander em "Restless" exploram sua sensação de estar "preso" naquele porão. Wilcox argumenta que o porão é uma representação do subconsciente, e que o jovem zumbi despreocupado Jack O'Toole (Channon Roe) representa o id de Xander, seus desejos internos. O episódio traz à luz como a base do heroísmo está no subconsciente, e também como, à medida que as duas batalhas se fundem cada vez mais, seus amigos não podem esperar salvar o mundo, a menos que a batalha de Xander com o eu também esteja ganha. Em seu confronto com Jack, assim como em seu confronto com Dark Willow em "Grave", Xander salva o mundo através de suas palavras. Como o “guerreiro das palavras”, Wilcox sente que isso faz dele o personagem que mais claramente representa o criador da série, Joss Whedon.
Ao longo da série, a família de Xander é vista como altamente disfuncional e composta por alcoólatras. Em "Homecoming", ele admite engolir seu orgulho para pegar emprestado um smoking de seu primo Rigby, de um lado mais rico da família, que, nas suas palavras, "nos evita... como deveriam". Xander relata em "Amends" que dorme na rua durante as noites de Natal para evitar brigas familiares. Isso o leva a procurar uma família substituta em sua amizade com Buffy, Willow e Giles. Ele não tem a inteligência acadêmica de Giles e Willow, nem as proezas físicas de Buffy. Cordelia inicialmente fica com vergonha de ser sua namorada. Ao longo da série, ele luta para contribuir de forma mais ativa para a dinâmica do grupo. Sua insatisfação atinge o ponto mais baixo na quarta temporada: o deslocamento físico de Xander por causa de seus amigos, que agora estão na faculdade, leva-o a uma profunda sensação de inutilidade. Em "Restless", seus empregos braçais e moradia degradante vêm à tona durante uma narrativa dentro de um sonho. Antes de adormecer, ele começa a assistir Apocalypse Now com Willow, Buffy e Giles, que comenta: "Oh, estou começando a entender isso agora. É tudo uma questão de jornada, não é?". O sonho, por sua vez, é de intensa autoexploração. Nele, Xander vai ao banheiro, é emasculado e infantilizado por Buffy perguntando se ele precisa de ajuda: essa cena mostra a "sensação de insegurança e impotência" de Xander. Mesmo assim, ele se perde e vai parar no porão da casa de seus pais. A partir daí, aparece em seu caminhão de sorvete, onde Anya lhe pergunta se sabe o que está fazendo, ressaltando a falta de rumo de sua jornada; ele reaparece no porão outra vez. Quando de repente ele está no exército e o Diretor Snyder (como personagem de Apocalypse Now) pergunta de onde ele vem, responde: “Do porão, principalmente”. Ele teme que seu interrogador militar esteja correto ao lhe dizer que é “o garoto chicoteado” e “colocado em uma pedra de sacrifício”. (Esta posição de ser menos “escolhido” para inclusão social e grandes coisas do que seus pares o torna o único capaz de confortar Dawn em “Potential”, da sétima temporada.)
Embora "The Replacement" estabeleça sua narrativa como um tropo de gêmeo do mal, entende-se que ambos são na verdade o verdadeiro Xander. Neste episódio, Xander descobre que tem dentro de si o poder de ser o homem adulto, suave e confiante de quem passou o episódio invejando. "O Xander duplicado", argumenta Stephens, "representa a dualidade em todos nós". O episódio demonstra que o personagem não é definido por seus traços de personalidade mais fracos, mas pela personalidade central que é uma fusão de seus traços mais fortes e mais fracos. As fantasias escolhidas por ele em vários episódios de Halloween mostram ao público o desejo de credibilizar sua masculinidade: veste-se de cowboy, de soldado e de James Bond. Ao vestir-se de soldado, foi de fato transformado em um após um feitiço e conseguiu manter sua posição masculina junto ao conhecimento militar útil. Após esse incidente, sua escolha de traje representa explicitamente quem ele gostaria de realmente se tornar. Vários episódios destacam a intensa bravura de Xander; por exemplo, quando enfrenta a versão maligna de Angelus (Boreanaz) na porta do quarto de hospital de Buffy no episódio "Killed by Death", e quando oferece sua vida no lugar da de Willow em "Inca Mummy Girl". Quando Buffy se prepara para enfrentar Angelus no final da segunda temporada, ele chega com uma pedra na mão dizendo "A cavalaria está aqui. A cavalaria é um cara assustado com uma pedra, mas está aqui". Stephens argumenta que isso constitui a essência do personagem de Xander; embora impotente, ele é sempre leal e corajoso. Como mostram seu relacionamento com Dawn em "Potential" e seu apoio a Buffy, Xander descobre que sua verdadeira vocação parece estar em seu papel de "eterno apoiador". Um jornalista descreveu o personagem como um coro grego moderno, sempre um estranho olhando para dentro, e como uma versão do próprio Joss Whedon. Um autor escreveu que o foco do desenvolvimento do personagem de Xander sempre foi sua busca pela maturidade.
Além de seus personagens formarem um casal, Brendon era um grande amigo de Charisma Carpenter, que interpreta Cordelia. Quando eles terminaram na série e Cordelia fez a transição para o derivado Angel, ele comentou que quase não se falavam mais por estarem em cenas diferentes o tempo todo. Pareceu uma separação na vida real em muitos aspectos. Quando o relacionamento de Xander e Anya é estabelecido na quinta temporada, o ator comentou que foi bom vê-lo amadurecer depois de quatro anos interpretando o "nerd". Lorna Jowett sente que os romances de Xander ao longo da temporada quase parecem "compensar" as deficiências do personagem, que Stafford atribui à origem dele como substituto do autor Whedon no programa. Anya comenta que Xander é "um Viking na cama" em "The Yoko Factor", indicando não apenas masculinidade, mas também virilidade. Dentro da série, o personagem gay Larry acredita em primeiro momento que Xander é gay, e certos comentários de Xander sobre Spike levaram alguns fãs a escrever fanfics a retratá-lo como tal. Jowett atribui isso às lutas internas de Xander (que dizem respeito a uma crise de masculinidade e ao seu papel entre os amigos) não conterem uma solução prontamente acessível para os espectadores se agarrarem. Ela argumenta que alguns fãs veem isso como um "obstáculo", talvez inconscientemente, para o reconhecimento da masculinidade do personagem e, em um nível mais amplo, na construção de uma noção de masculinidade contemporânea.